# إيغ (سويسرا)
إيغ (بالألمانية: Egg) هي بلدية ضمن مقاطعة أوستر في كانتون زيورخ، سويسرا.

## أعلام
- هوغو كوبلت
- إرنست هيس